# Кіберполіція України
Кіберполіція (Департамент кіберполіції Національної поліції України) — міжрегіональний територіальний орган Національної поліції України, який входить до структури кримінальної поліції Національної поліції та відповідно до законодавства України забезпечує реалізацію державної політики у сфері боротьби з кіберзлочинністю, організовує та здійснює відповідно до законодавства оперативно-розшукову діяльність. Спеціалізується на попередженні, виявленні, припиненні та розкритті кримінальних правопорушень, механізмів підготовки, вчинення або приховування яких передбачає використання електронно-обчислювальних машин (комп'ютерів), телекомунікаційних та комп'ютерних інтернет-мереж і систем.

## Історія
27 липня 2009 року у складі Департаменту боротьби із злочинами, пов’язаними з торгівлею людьми, Міністерства внутрішніх справ України було створено відділ боротьби з кіберзлочинністю. Відтак, 27 липня вважається днем Кіберполіції.
Наприкінці 2012 року у складі кримінальної міліції Міністерства внутрішніх справ України було створено самостійний структурний підрозділ — Управління боротьби з кіберзлочинністю.
13 жовтня 2015 року була створена нова Кіберполіція, як структурний підрозділ Національної поліції. Метою створення Кіберполіції в Україні було реформування та розвиток підрозділів МВС України, що забезпечило підготовку та функціонування висококваліфікованих фахівців в експертних, оперативних та слідчих підрозділах поліції, залучених у протидії кіберзлочинності, та здатних застосовувати на високому професійному рівні новітні технології в оперативно-службовій діяльності.
10 лютого 2016 року Міністр внутрішніх справ Арсен Аваков заявив, що реформа кіберполіції на даний час «пробуксовує». Він повідомив, що Управління кіберполіції знаходиться на завершальній стадії становлення.
З березня 2016 року на базі Харківського національного університету внутрішніх справ працівники Департаменту кіберполіції проходили курси з підвищення кваліфікації. Курсантам довелося пройти не лише складний попередній відбір, але і закінчити 760-годинне навчання та витримати 4 місячний курс підготовки. Додатково в Києві були проведені тренінги за участі британських експертів.
19 липня 2017 року, в рамках проєкту «Розбудова спроможностей кіберполіції», представники Координатора проєктів ОБСЄ в Україні передали підрозділам кіберполіції Національної поліції України 194 одиниці спеціалізованої техніки.
В рамках проєкту «Розбудова спроможностей кіберполіції» у березні 2017 року міжнародні донори вже передали близько 130 позицій інформаційних та комунікаційних технологій Департаменту кіберполіції.

## Завдання
Основні завдання Кіберполіції:
1. Реалізація державної політики у сфері протидії кіберзлочинності.
2. Завчасне інформування населення про появу новітніх кіберзлочинів.
3. Впровадження програмних засобів для систематизації та аналізу інформації про кіберінциденти, кіберзагрози та кіберзлочини.
4. Реагування на запити закордонних партнерів, що надходитимуть каналами Національної цілодобової мережі контактних пунктів.
5. Участь у підвищенні кваліфікації працівників поліції щодо застосування комп'ютерних технологій у протидії злочинності.
6. Участь у міжнародних операціях та співпраця в режимі реального часу. Забезпечення діяльності мережі контактних пунктів між 90 країнами світу.
7. Протидія кіберзлочинам у сфері використання платіжних систем:

- скімінг (шимінг) — незаконне копіювання вмісту треків магнітної смуги (чипів) банківських карток;
- кеш-трапінг — викрадення готівки з банкомата шляхом встановлення на шатер банкомату спеціальної утримувальної накладки;
- кардінг — незаконні фінансові операції з використанням платіжної картки або її реквізитів, що не ініційовані або не підтверджені її власником;
- несанкціоноване списання коштів з банківських рахунків за допомогою систем дистанційного банківського обслуговування.

У сфері електронної комерції та господарської діяльності:
- фішинг — виманювання у користувачів Інтернету їх логінів та паролів до електронних гаманців, сервісів онлайн аукціонів, переказування або обміну валюти тощо;
- онлайн-шахрайство — заволодіння коштами громадян через інтернет-аукціони, інтернет-магазини, сайти та телекомунікаційні засоби зв'язку;

У сфері інтелектуальної власності:
- піратство — незаконне розповсюдження інтелектуальної власності в Інтернеті;
- кардшарінг — надання незаконного доступу до перегляду супутникового та кабельного TV;

У сфері інформаційної безпеки:
- соціальна інженерія — технологія управління людьми в Інтернет-просторі;
- шкідливе програмне забезпечення (англ. malware) — створення та розповсюдження вірусів і шкідливого програмного забезпечення;
- протиправний контент — контент, який пропагує екстремізм, тероризм, наркоманію, порнографію, культ жорстокості і насильства;
- рефайлінг — незаконна підміна телефонного трафіку.

## Вимоги до кіберполіцейського
Вимоги для кандидатів на посади інспекторів кіберполіції:
- прагнення до якісних змін;
- громадянство України;
- вік від 21 року;
- відсутність судимості;
- юридична освіта (бажано);
- знання чинного законодавства України у сфері правоохоронної діяльності;
- володіння основами комп'ютерної грамотності на рівні досвідченого користувача;
- мінімальні навички комп'ютерно-технічних досліджень;
- володіння українською та англійською мовами;
- аналітичні здібності;
- достатній рівень фізичної підготовки.

Вимоги для кандидатів на посади спеціальних агентів інформаційних технологій:
- прагнення до якісних змін;
- громадянство України;
- вік від 21 року;
- відсутність судимості;
- технічна освіта (бажано);
- розуміння принципів мережевої безпеки;
- навички у сфері обчислювальної техніки та програмування (досвід програмування на мовах високого та низького рівня і реверс-інжинірингу шкідливого програмного забезпечення);
- схильність до аналізу слідів, залишених у ході атак експлоїтів та шкідливого забезпечення;
- володіння українською та англійською (або німецькою) мовами.

## Кіберполіція в період російського вторгнення в Україну
В період дії воєнного стану, що був введений Указом Президента України № 64/2022, більшість державних органів долучилися до активної протидії повномасштабному вторгненню російських військ на територію України.
Основні завдання кіберполіції залишилися актуальними, але через повномасштабне військове вторгнення Росії деякі напрямки роботи активізувалися, а також з’явилися нові:
- протидія проросійським хакерським угрупованням, які основними цілями обирали інформаційні ресурси державних органів України;
- запобігання масовим ДДОС-атакам на приватний та державний сектори;
- виявлення та реагування на антиукраїнську пропаганду в мережі інтернет, що координувалася підконтрольними Росії ЗМІ, а також ботами у соціальних мережах.

По напрямку оперативно-аналітичного забезпечення та BIGDATA:
- пошук та ідентифікація колаборантів та інших злочинців з боку військових чи інших осіб, які підтримують війну;[8][9]
- розробка систем та механізмів для швидкого та повного збору інформації з відкритих джерел про військових чи інших найманців з незаконних збройних формувань.

По напрямку програмування та розробки IT-рішень:
- розроблено телеграм-бот [Архівовано 1 червня 2022 у Wayback Machine.], що приймає повідомлення від громадян щодо блокування тих чи інших каналів, які ведуть підривну медіа роботу проти України;[10]
- розроблено ресурс, з допомогою якого користувачі мають можливість відправляти електронні листи на публічні скриньки громадян РФ, з метою донесення правди звичайним людям;
- здійснено розробку телеграм-боту [Архівовано 1 червня 2022 у Wayback Machine.], що збирає повідомлення про «ворожі мітки», «рух техніки/живих сил», «нерозірвані снаряди», «мародерів»;[11]
- розроблено сайт для надання можливості здійснювати голосування громадянам з території РФ щодо припинення війни;
- розроблено сервіс [Архівовано 1 червня 2022 у Wayback Machine.] для додавання та накопичення інформації про військових та правоохоронців Російської Федерації, що наповнюється волонтерами, враховуючи особисту участь у війні на території України, а також публічну підтримку війни указаних осіб;
- створено інструмент для аналізу та автоматизованої перевірки людей і транспортних засобів на блокпостах. Із функціями пошуку серед іншого – за обличчям;
- розроблено вебресурс DefenseUa [Архівовано 5 червня 2022 у Wayback Machine.], на який звернулось більш ніж 460 осіб, які хочуть перейти на сторону України у війні або вступити до лав ЗСУ.[12]

Також фахівці кіберполіції працюють над ідентифікацією та збереженням цифрових доказів, що отримані під час дослідження технічних комп’ютерних та мобільних пристроїв (мобільні телефони, смартфони, носії інформації, комп’ютери, планшети тощо), які тим чи іншим чином використовувалися для здійснення злочинів, пов’язаних із війною, або були у володінні російських окупантів.
Проводиться їх детальний технічний аналіз і аналіз наявного та видаленого контенту: фото-, відеозображень і метаданих до них, контактів і зв’язків тощо, що у свою чергу дозволяє виявити сліди оперативно-значущої інформації для подальшого долучення її до матеріалів кримінальних проваджень, розпочатих проти військовослужбовців РФ.
Така інформація є основою для проведення пошуку у витоках і базах (банках) даних, наявних у відкритому та Darknet-сегменті мережі Інтернет, коли шляхом застосування інтегрованих програмно-апаратних рішень відбувається збагачення додатковими пов’язаними даними, такими як звання та посади військовослужбовців РФ, облікові дані військових квитків, приналежність до тих чи інших військових частин тощо.
За підтримки іноземних партнерів застосовується технологія Clearview AI [Архівовано 2 червня 2022 у Wayback Machine.] від Нью-Йоркського постачальника, з допомогою якої на основі нейромереж здійснюється розпізнавання облич російських загарбників. Програмне забезпечення здатне знаходити в мережі "Інтернет" зображення із заданими обличчями, що у свою чергу також дозволяє проводити заходи щодо ідентифікації військовослужбовців РФ і виявлення їх злочинів на території України.
Важливим напрямком роботи є: дослідження супутникових знімків, що разом із переліченими вище заходами дозволяють додатково виявляти та фіксувати унікальні підтверджуючі факти злочинної діяльності загарбників із прив’язкою до геокоординат місць вчинення злочинів.
Разом із цим у рамках міжнародної кооперації з представниками правоохоронних органів країн-партнерів і біржами криптовалют проводиться комплекс заходів щодо виявлення та припинення руху криптоактивів, що тим чи іншим чином використовуються для підтримки як пропагандистської діяльності на деокупованих та окупованих територіях України, так і для фінансування пов’язаних із Російською Федерацією об’єктів та суб’єктів, які включені до санкційних списків.

### Цифрова блокада РФ
У перші дні війни Кіберполіція офіційно звернулася до найбільших світових IT-компаній, VPN-сервісів, компаній із розробки програмного забезпечення, антивірусів, компаній із надання послуг електронної комерції із закликом припинити співпрацю із РФ. Зокрема було надіслано понад 350 звернень, у підсумку близько 20 % компаній відреагували шляхом повного або часткового обмеження своєї дільності на території РФ. 

### Додаткові завдання на період військового стану
Кіберполіція у рамках своїх можливостей і спільних військових директив здійснює інформаційний супротив, волонтерську діяльність, технічний супровід відновлення тимчасово окупованих територій, а також забезпечує безпеку та розслідування атак на державні інформаційні ресурси України, що стали мішенню проросійських хакерських груп тощо. 

### Платформа BRAMA
Ще до початку повномасштабного вторгнення волонтерами та небайдужими громадянами за підтримки Департаменту кіберполіції Національної поліції України створена ініціатива, що отримала назву "MRIYA". Головною ідеєю проєкту стало очищення українського інфопростору шляхом масового надсилання скарг через Telegram-бот. 
Від початку повномасштабного вторгнення Російської Федерації на територію України виникла гостра необхідність інформаційної підтримки українських військових та протидії організованій ворожій медіа-пропаганді. Саме тому бот було переформатовано на опрацювання фейкових та проросійських ресурсів, база яких, у свою чергу, поповнювалася зусиллями волонтерів та учасників спільноти "MRIYA".
Проєкт постійно розвивається та адаптується до нових викликів. У лютому 2024 року ініціатива отримала назву "BRAMA". Окремим вектором діяльності проєкту є підвищення загального рівня медіаграмотності та формування навичок кібергігієни українців. 
– Бот "BRAMA" – приймає інформацію про фейкові ресурси, котрі перевіряються модераторами та відправляються на блокування небайдужим громадянам;
– Канал "BRAMA" у Telegram, Viber, Facebook, Instagram, WhatsApp і TikTok – спільноти, головною ціллю яких є очищення інформаційного простору від російської пропаганди та дезінформації, знищення осередків незаконного поширення протиправного та забороненого контенту, а також покращення медіа-грамотності, зменшення впливу пропаганди на суспільство та популяризація безпечного поводження в мережі інтернет.